# Nothodiplax
Nothodiplax is een geslacht van libellen (Odonata) uit de familie van de korenbouten (Libellulidae).

## Soorten
Nothodiplax omvat 1 soort:
- Nothodiplax dendrophila Belle, 1984